# USS Belknap (DD-251)
Za druga plovila z istim imenom glejte USS Belknap.
USS Belknap (DD-251) je bil rušilec razreda Clemson v sestavi Vojne mornarice Združenih držav Amerike.
Rušilec je bil poimenovan po admiralu Georgu Belknapu.